# Pseudohadena roseonitens
Pseudohadena roseonitens är en fjärilsart som beskrevs av Charles Oberthür 1887. Pseudohadena roseonitens ingår i släktet Pseudohadena och familjen nattflyn. Inga underarter finns listade.